# Севська провінція
Се́вська прові́нція — одна з провінцій Російської імперії, частково на території сучасної України. Центр — місто Севськ.

## Історія
Севська провінція була утворена в складі Київської губернії за указом Петра I в 1719. До складу провінції були включені міста Севськ, Брянськ, Кам'яний, Карачев, Кроми, Недригайлів, Путивль, Рильськ, Трубчевськ.
Під час ревізії в 1710 в провінції налічувалося 17,5 тис. дворів.
У 1727 Севська провінція включена до складу новоствореної Бєлгородської губернії.
У листопаді 1775 поділ губерній на провінції було скасовано; усі повіти перейшли в безпосереднє підпорядкування губерній.